# Xã Lake, Quận Benzie, Michigan
Xã Lake (tiếng Anh: Lake Township) là một xã thuộc quận Benzie, tiểu bang Michigan, Hoa Kỳ. Năm 2010, dân số của xã này là 759 người.